# Pedro Zoilo Téllez-Girón y Pérez de Guzmán
Pedro Zoilo Téllez-Girón y Pérez de Guzmán (Madrid, 27 de junio de 1728-Madrid, 1 de abril de 1787), noble y militar español que fue VIII duque de Osuna.

## Biografía
Nació en Madrid el 27 de junio de 1728, en el palacio de su familia de la calle Leganitos, y fue bautizado dos días después en iglesia parroquial y monasterial de San Martín por Bernardo Taboada, prior mayor y presidente de dicha parroquia, siendo apadrinado por Francisco Zazo, capellán de la casa de Osuna. Era hijo de José María Téllez-Girón y Benavides, VII duque de Osuna, y su esposa Francisca Bibiana Pérez de Guzmán el Bueno. Su padre murió antes de que él cumpliese los 5 años, por lo que quedó bajo la tutela y curadería de su madre. Heredó los títulos de VIII duque de Osuna, II marqués de Peñafiel y XII conde de Ureña, los señoríos de Morón de la Frontera, Archidona, el Arahal, Olvera, Ortejícar, Cazalla de la Sierra, Tiedra, Gumiel de Izán y Briones, así como los oficios de notario mayor de Castilla y camarero mayor del rey.
Desde el 24 de enero de 1736 comenzó a servir como cadete en las Reales Guardias de Infantería Española, hasta llegar a ser su coronel y director general. Ascendió a alférez del mismo cuerpo el 8 de enero de 1745, fue nombrado segundo teniente el 12 de abril de 1745, primer teniente el 26 de abril de 1747, capitán de fusileros el 18 de diciembre de 1748 y, finalmente, brigadier de los Reales Ejércitos el 13 de julio de 1760. Como brigadier y capitán de las Guradias Españolas, participó en el sitio de Almeida y en el destacamento a Braganza, durante la guerra de Portugal, y por estos y otros servicios se lo invistió mariscal de campo el 3 de abril de 1763. El 31 de mayo de 1765 fue nombrado capitán de la Real Compañía de Guardias Alabarderos, cuyo cargo desempeñó casi cinco años. El 9 de marzo de 1770 se le concedió la coronelía de las Guardias Españolas, con el grado de teniente general, y un puesto en el Consejo de Guerra. Desde el 31 de mayo de 1747, reinando Fernando VI, era gentilhombre de su cámara con ejercicio, continuando después de su muerte en el servicio de su hermano y sucesor.
En 1764 el monarca Carlos III lo nombró su embajador extraordinario en la Corte de Viena, con la misión de cumplimentar los desposorios de la infanta María Luisa con el archiduque Leopoldo. Luego se le ordenó que felicitase al emperador José, en nombre del rey, por su nueva dignidad de rey de romanos. El 1771 recibió recibió el collar de la Orden de Carlos III, fundada el mismo año. Por real decreto del 23 de abril de 1780, el monarca le concedió el collar de la Orden del Toisón de Oro y se lo impuso él mismo en una ceremonia celebrada en el Palacio Real de Madrid el 13 de julio de 1780, donde fue su padrino el duque de Uceda.
Falleció en su palacio de Madrid el domingo 1 de abril de 1787, con 58 años. Había otorgado poder para testar a su esposa el 26 de marzo anterior ante el escribano Ventura Elipe, ante el cual también y el mismo día otorgó él una memoria testamentaria. Su cuerpo fue trasladado el 2 de abril en la capilla de Nuestra Señora de la Soledad del Convento de San Francisco de Paula, en Sevilla, donde se celebraron sus solemnes exequias a expensas de los oficiales de las Guardias que le habían tenido por coronel. Luego sería sepultado en el panteón de la casa ducal en la Iglesia del Santo Sepulcro de Osuna, al lado de la duquesa su madre.

## Matrimonio y descendencia
El duque casó el 28 de febrero de 1753 con su sobrina en tercer grado María Vicenta de la Portería Pacheco Téllez-Girón, hija menor de Francisco Javier Juan Pacheco Téllez-Girón, VI duque de Uceda etc., y su esposa María Lucía Dominga de la Concepción Téllez-Girón y Fernández de Velasco, X marquesa de Berlanga etc., que a su vez era hija del VI duque de Osuna, Francisco Téllez-Girón. Los contrayentes obtuvieron autorización papal y luego del vicario general de Alcalá de Henares, el 24 de diciembre de 1752, para dispensar los parentescos que les unían. Finalmente, el matrimonio se celebró en las casas del duque de Uceda de la calle Ancha de San Bernardo, dándoles las bendiciones nupciales el arcediano Manuel Pérez de Guzmán el Bueno, de los duques de Medina Sidonia.
Este matrimonio tuvo dos hijos:
- José María de la Concepción Téllez-Girón (2 de marzo de 1754-15 de octubre de 1771), que fue IX marqués de Peñafiel y murió joven.[9]
- Pedro de Alcántara Téllez-Girón y Pacheco (8 de agosto de 1755-7 de enero de 1807), que le sucedió como IX duque de Osuna, X marqués de Peñafiel, XIII conde de Ureña etc.[9]